# Ісперих
Іспери́х (болг. Исперих) — місто в Разградській області Болгарії. Адміністративний центр общини Ісперих.

## Населення
За даними перепису населення 2011 року у місті проживали 8973 особи.
Національний склад населення міста:
| Національність   | Кількість осіб | Відсоток |
| ---------------- | -------------- | -------- |
| болгари          | 4665           | 57,3%    |
| турки            | 2799           | 34,4%    |
| цигани           | 598            | 7,3%     |
| інша             | 26             | 0,3%     |
| не визначились   | 53             | 0,7%     |
| Всього відповіли | 8141           |          |

Розподіл населення за віком у 2011 році:
Динаміка населення: